# Rovanbeek
Rovanbeek (Zweeds – Fins: Rovanoja) is een beek, die stroomt in de Zweedse gemeente Pajala. De beek ontvangt haar water uit twee bronbeken en onder meer uit het Kaalamamoeras (Kaalamajänkkä). Ze stroomt naar het (zuid)oosten en levert haar water in bij de Muonio. Ze is inclusief langste bronbeek circa vier kilometer lang.
Afwatering: Rovanbeek → Muonio → Torne → Botnische Golf